# North Tonawanda (New York)
North Tonawanda je grad u američkoj saveznoj državi New York. Prema popisu stanovništva iz 2010. u njemu je živjelo 31.568 stanovnika.